# Mr.Moonlight 〜愛のビッグバンド〜
『Mr. Moonlight 〜愛のビッグバンド〜』（ミスター・ムーンライト〜あいのビッグバンド〜）は、モーニング娘。13枚目のシングル。2001年10月31日に発売された。

## 概要
5期メンバー（高橋愛、紺野あさ美、小川麻琴、新垣里沙）加入後、13人初シングル。
前作に続きオリコン1位を獲得。初回プレスはブックレット仕様歌詞カード。
ミュージックビデオの衣装は、安倍、後藤、吉澤以外の10人が赤と青のドレス。
赤のドレス：保田、矢口、石川、新垣の4人。
青のドレス：飯田、辻、加護、高橋、紺野、小川の6人。

## 収録曲
全作詞・作曲：つんく
1. Mr. Moonlight 〜愛のビッグバンド〜
編曲：鈴木俊介、ホーンアレンジ：小林正弘
テレビ東京系列『アイドルをさがせ!』のオープニングテーマ（11月と1月）
2001年11月3日から放送されるタカラ「e-kara」CMソングに起用[2]。
曲調はつんく♂によると「ダンスロカビリービッグバンド曲」とのこと。
吉澤ひとみがセンターポジションを務めている。メインボーカルは吉澤、安倍なつみ、後藤真希の3人だけ（その他のソロパートは新垣の冒頭1フレーズのみ。コンサートや歌番組ではこれを5期メンバーの4人が交代で担当した）で、その他のメンバーはサビのバックコーラスを担当する。
当初テレビ番組等での歌披露において、吉澤とその両脇を固める安倍、後藤の3人は男装していた。宝塚の男役を意識した衣装、ダンスであり、間奏中に吉澤から宝塚娘役にあたる小川麻琴へのセリフがある。
アルバム『4th「いきまっしょい!」』ではロングバージョンとして、曲の前に2分55秒のラジオドラマ風プロローグが追加。
2003年4月19日の『エンタの神様』（日本テレビ系列放送）の初回放送においてモーニング娘。と宝塚歌劇団とのコラボレーションによりこの曲を歌った。その際この曲の振り付けを行った夏まゆみはこの曲に関して「宝塚を意識している」「テーマは目指せ宝塚」と発言した。コラボレーションに参加した宝塚歌劇団側の人間は、この曲に関して「宝塚ではありえない曲調」と語った。なお、卒業した後藤のパートを担当したのは、当時宝塚歌劇団員だった樹里咲穂。
ドリームモーニング娘。がこの曲を歌う際は、参加していない後藤のパートは中澤裕子が担当した。
メインボーカルを務めた3人が全員卒業した後にこの曲が歌われる際は、リーダーとなった高橋愛が一人で男役（メインボーカル）を務めた（高橋は2011年9月30日に卒業）。
2001年『紅白歌合戦』では「Mr. Moonlight〜愛こそがザ☆ピ〜ス!〜」と題し、途中に「ザ☆ピ〜ス!」を挟む形で歌った。この紅白を始め、年末の音楽番組では、男役3人もドレスを着ていることが多かった。
2. ポップコーンラブ!
編曲：河野伸
元々は2000年12月にスタートした番組『MUSIX!』（テレビ東京系）テーマ曲として作られた曲。番組のMCモーニング娘。（当時10人）とキャイ〜ンの2人による振付も存在。
3. Mr. Moonlight 〜愛のビッグバンド〜（Instrumental）

## 参加メンバー
- 1期：飯田圭織、安倍なつみ
- 2期：保田圭、矢口真里
- 3期：後藤真希
- 4期：石川梨華、吉澤ひとみ、辻希美、加護亜依
- 5期：高橋愛、紺野あさ美、小川麻琴、新垣里沙

## 参加ミュージシャン
- 佐野康夫 - ドラム(1)
- 渡辺等 - ベース(1)
- 鈴木俊介 - ギター&プログラミング(1)
- 山本拓夫 - サックス(1,2)
- 塚崎陽平 - タンバリン(1)
- モーニンググランドオーケストラ - ブラス(1)
- つんく - コーラス(1,2)、手拍子&足拍子(1)
- JP'S - コーラス&手拍子&足拍子(1)
- 木村万作 - ドラム(2)
- 沖山優司 - ベース(2)
- 稲葉政裕 - ギター(2)
- 河野伸 - キーボード&プログラミング(2)
- 西村浩二 - トランペット(2)
- 広原正典 - トロンボーン(2)
- 三沢泉 - パーカッション(2)

## 収録アルバム
- 4th「いきまっしょい!」
- ベスト! モーニング娘。2
- モーニング娘。 ALL SINGLES COMPLETE 〜10th ANNIVERSARY〜

## カバー
- ココナッツ娘。 - アルバム『プッチベスト3』（2002年12月18日）に収録。
- Elisa Fiorillo - トリビュートアルバム『カバー・モーニング娘。ハロー!プロジェクト!』（2002年12月18日）に収録。
- つんく♂ - アルバム『TAKE1』（2004年2月18日）に収録。
- 今井麻美、原由実、沼倉愛美 - アルバム『THE IDOLM@STER STATION!!! THIRD TRAVEL WANTED』（2011年4月13日）に収録。